# Thông loại khóa trình
Thông loại khóa trình (Miscellannées) là tờ báo tư nhân đầu tiên ở Việt Nam, cũng được xem là báo văn học và học báo đầu tiên tại Việt Nam bằng chữ Quốc ngữ. Báo được lập ra bởi Trương Vĩnh Ký vào năm 1888.

## Lịch sử
Báo ra mỗi tháng một số, số đầu ra vào tháng 5 năm 1888. Chủ quản và người sáng lập tờ báo là Trương Vĩnh Ký, cũng là người viết hầu hết các bài, trong số báo đầu đã ghi rõ nội dung và mục đích của tờ báo. Về sau tờ báo còn được đóng góp bởi Trương Minh Ký, Huỳnh Tịnh Của, Trần Chánh Chiếu...
Theo Trương Vĩnh Ký, báo bán được đến 300-400 bản. Trương Vĩnh Ký phải bỏ tiền riêng ra để in tờ tạp chí. Vì chi phí tốn kém, báo phải đình bản sau 18 tháng phát hành vào tháng 10 năm 1889. Thông loại khóa trình có đăng thông báo "Cho hay", số 6, tháng 10 năm 1889, cho biết "cực chẳng đã phải đình in" đến khi có người "chịu mua trước cho đủ số, ít ra là 2000, 2500 thì mới có lẽ mà in lại nữa được là có tiền mà trả tiền in cho ít nữa là 2/3 thì mới dám lãnh làm luôn".

## Nội dung
Ở tựa báo trên trang đầu có đề tên báo bằng chữ Hán, bên dưới có chữ Pháp: "Miscellannées ou Lectures instructives pour les élèves des écoles primaires communales et cantonales" (Tạp lục hay bài giảng cho học trò tiểu học trường làng hay tổng). Báo được trình bày như một cuốn sách, khuôn khổ 16x23,5 cm. Các số báo có 16 trang, trừ ba số đầu với 12 trang, và theo tạp chí Văn hóa Nghệ thuật, Trương Vĩnh Ký đã tự mình viết 5 số báo đầu.
Thông loại khóa trình được coi là học báo và tờ báo văn học bằng Quốc ngữ đầu tiên tại Việt Nam, nhằm giáo dục như dạy chữ Hán, tiếng Pháp, luân lý, phong tục... Báo có nhiều bài viết về văn hóa Việt Nam, văn chương dân gian, dân ca, tục ngữ và thuộc nhiều thể loại văn. Nội dung tờ báo được phân ra hai phần chính: văn chương bác học (về Nho học v.v.) và văn chương dân gian (tục ngữ, bài hát chòi con nít, hát nói v.v.). Những bài đăng của Trương Vĩnh Ký là một phần những gì ông sưu tầm được. Theo một số nguồn, tờ báo còn được cho là có chứa nội dung "chống Pháp". Trong số báo đầu, Trương Vĩnh Ký có viết:
Coi sách dạy lắm, nó cũng nhằm [nhàm], nên phải có cái chi vui pha vào một hai khi nó mới thú. Vậy ta tính làm một tháng đôi ba kỳ, một tập mong mỏng nói chuyện sang-đàng, chuyện tam hoàng quốc chí, phá phách lộn-lạo xào-bần để học trò coi chơi cho vui. Mà chẳng phải là chơi không vô-ích đâu; cũng là những chuyện con người-ta ở đời nên biết cả.
Trong các số 1 đến 8, Thông loại khóa trình có đăng "Vè tam cang" của Trương Minh Ký, tiểu thuyết đăng báo nhiều kỳ (feuilleton, phơi-dơ-tông) đầu tiên tại Việt Nam.

## Nhận định
Thông loại khóa trình được đánh giá là rất quý giá vì đã ghi lại nhiều thơ văn, câu nói được cho có thể bị mai một vì không được ghi chép lại.

## Trưng bày
Ngày 8 tháng 9 năm 2017, trong buổi triển lãm và đấu giá sách của chương trình "Về chốn thư hiên" trên đường sách Nguyễn Văn Bình tại Thành phố Hồ Chí Minh (Việt Nam), 18 số Thông loại khóa trình cùng các sách Lều chõng (Ngô Tất Tố, 1941), Ngồi tù khám lớn (Phan Văn Hùm, 1929), Vàng sao (Chế Lan Viên, 1942) v.v. đã được trưng bày và đấu giá.